# Dominic Ongwen
Dominic Ongwen, né vers 1975 en Ouganda, fut le commandant de la Brigade de Sinia de l'Armée de résistance du Seigneur (LRA, pour Lord's Resistance Army), un groupe rebelle qui opérait dans le Nord de l’Ouganda. En tant que chef de l'une des quatre brigades, Ongwen était un des membres de l'« Autel de Contrôle » qui dirigeait leur stratégie militaire.
Ongwen fut au rang le plus bas des cinq dirigeants de la LRA qui sont accusés de nombreuses atrocités et qui faisaient l'objet du tout premier mandat d'arrêt international, en 2005, pour crimes de guerre, crimes contre l'humanité et esclavage d'enfants par la Cour pénale internationale (CPI). En fait, il est le seul que la Cour a réussi à détenir, et, à l'exception du chef, Joseph Kony, est le seul encore en vie aujourd'hui. Ongwen est accusé sur quatre points de crimes de guerre (meurtre, traitement cruel de civils, attaque intentionnelle contre une population civile et pillage) et sur trois points de crimes contre l'humanité (assassinat, asservissement et actes inhumains causant des blessures corporelles graves et de la souffrance),. Les accusations se rapportent toutes à l'attaque d'un camp pour personnes déplacées en Ouganda en 2004.
Il est en prison en Norvège.

## Biographie
Ongwen est enlevé par la LRA à l'âge de dix ans lorsqu’il est sur le chemin de l'école. Il est élevé et endoctriné par Vincent Otti, un des proches de Joseph Kony et devient enfant-soldat.
Selon certains, Ongwen aurait été tué au combat par une unité de l’Armée ougandaise le 10 octobre 2005, l'identité du corps a été confirmée par des anciens commandants de la LRA. Cependant, en juillet 2006, la CPI a rapporté que des empreintes génétiques du corps ont confirmé qu'il ne s’agissait pas du corps d’Ongwen. De nouveaux rapports à ce moment ont localisé Ongwen à l’Equatoria du sud-est, au Sud-Soudan, essayant de rejoindre le chef de la LRA, Joseph Kony au Garamba, province d'Ituri, dans le nord du République démocratique du Congo.
Ongwen et une ex-épouse apparaissent dans le film Picking up the Pieces par IRIN qui a paru en octobre 2007. Le porte-parole de l’Armée ougandaise, le Major Felix Kulayije a commenté : « Malheureusement, ce salaud est encore en vie ».
En avril 2013, les États-Unis promettaient une récompense de cinq millions de dollars pour sa capture.

### Capture
Le 6 janvier 2015, Ongwen échappe à la détention par Joseph Kony pour l'aide qu'il aurait fournie au Sudan People's Liberation Movement-in-Opposition. L'oncle de Joseph Kony, Kidego Quinto, et un Américain l'informent que les forces américaines de République centrafricaine allaient le traiter humainement s’il capitulait. Cependant, alors qu'il s’y rend, il est capturé par un groupe de rebelles séléka.
Les miliciens de Seleka revendiquent sa capture et réclament la récompense. Les États-Unis évoquent plutôt une reddition du rebelle aux troupes américaines à Obo (République centrafricaine).
Ongwen a ensuite été transmis successivement aux forces ougandaises, aux forces centrafricaines, et finalement à la Cour pénale internationale (CPI).
Pendant la période entre son arrestation et son transfert à la CPI, Ongwen a participé à plusieurs activités de médias, y compris une émission de radio, des rencontres avec des journalistes et un enregistrement vidéo dans lequel il révèle pourquoi il s'est livré ,,.

### Procès
Le 26 janvier 2015, Dominic Ongwen comparaît devant la  CPI. Néanmoins, la confirmation des charges est reportée afin de permettre au Procureur de se préparer adéquatement pour l'audience et de se conformer aux instructions de la cour .
Le 26 janvier 2016 a lieu l'audience préliminaire. La prochaine comparution est fixée au 24 août 2016, date à laquelle les juges détermineront s'il y aura un procès.
Le cas d'Ongwen est notable en raison de son histoire personnelle. En effet, enlevé par la LRA, il devint un enfant-soldat avant de monter les grades. Ainsi, il s’agit du premier cas de la CPI dans laquelle un conscrit est accusé des mêmes crimes que ceux dont il a été lui-même victime.
Le 4 février 2021, il est reconnu coupable d'une soixantaine de chefs d'accusation de crimes de guerre et crimes contre l'humanité, dont celui de grossesse forcée qui est mobilisé pour la première fois par la Cour. Le verdict est qualifié d'« historique » par Human Rights Watch. Le 6 mai, les juges rendent leur décision sur la peine : Dominic Ongwen est condamné à 25 ans d'emprisonnement.
En février 2024, La Cour pénale internationale (CPI) accorde à chaque victime de Dominic Ongwen, dont le nombre est estimé à 49 772, une indemnisation individuelle symbolique de 800 dollars américains.